# ペレグリン・オズボーン (第3代リーズ公)
第3代リーズ公爵ペレグリン・ハイド・オズボーン（英語: Peregrine Hyde Osborne, 3rd Duke of Leeds、1691年11月11日 – 1731年5月9日）は、イングランド貴族。第2代リーズ公爵ペレグリン・オズボーンとブリジット・ハイドの次男。1711年から1712年までダンビー伯爵の、1712年から1729年までカーマーゼン侯爵の儀礼称号を使用した。

## 生涯
第2代リーズ公爵ペレグリン・オズボーンと妻ブリジット（Bridget、1662年 – 1734年3月8日、旧姓ハイド（Hyde）、第2代準男爵サー・トマス・ハイドの娘）の次男（長男ウィリアム・ヘンリーは1690年7月31日に生まれ、1711年8月16日に天然痘によりユトレヒトで生涯未婚のまま病死）として、1691年11月11日に生まれ、12月10日にハートフォードシャーのノース・ミムズで洗礼を受けた。
1713年1月29日、繰上勅書により存命中の父からキヴァートンのオズボーン男爵を継承した。グレートブリテン貴族院ではトーリー党に所属した。1729年6月25日に父が死去すると、リーズ公爵位を継承、1730年1月13日にリーズ公爵として貴族院議員に就任した。
1731年5月9日に死去、ハートヒルで埋葬された。

## 家族
1712年12月16日、エリザベス・ハーレー（Elizabeth Harley、1713年11月20日没、初代オックスフォード＝モーティマー伯爵ロバート・ハーレーの娘）と結婚、1男をもうけたが、産褥で死亡した。
- トマス（1713年11月6日 – 1789年3月23日） - 第4代リーズ公爵

1719年9月17日、アン・シーモア（Anne Seymour、1722年11月27日没、第6代サマセット公爵チャールズ・シーモアの娘）と再婚したが、アンも産褥で死亡した。
1725年4月9日、ジュリアナ・ヘレ（Juliana Hele、1794年11月20日没、ロジャー・ヘレの娘）と再婚したが、2人の間に子供はいなかった。リーズ公爵の死後、ジュリアナは1732年10月7日に第2代ポートモア伯爵チャールズ・コリヤーと再婚したが、1761年のジョージ3世戴冠式では「リーズ公爵未亡人」（Dowager Duchess of Leeds）として出席しようとしたが拒否され、「ポートモア伯爵夫人」としての出席のみ認められた。